# Lijst van voetbalinterlands Estland - Rusland
Deze lijst van voetbalinterlands is een overzicht van alle officiële voetbalwedstrijden tussen de nationale teams van Estland en Rusland. De voormalige Sovjet-republieken speelden tot op heden vijf keer tegen elkaar. De eerste ontmoeting, een vriendschappelijke wedstrijd, werd gespeeld in Tallinn op 27 maart 2002. Het laatste duel, een kwalificatiewedstrijd voor het Europees kampioenschap voetbal 2008, vond plaats op 24 maart 2007 in de Estse hoofdstad.

## Wedstrijden
| № | Plaats          | Datum            | Competitie           | Wedstrijd         | Uitslag |
| - | --------------- | ---------------- | -------------------- | ----------------- | ------- |
| 1 | Tallinn         | 27 maart 2002    | Vriendschappelijk    | Estland – Rusland | 2 – 1   |
| 2 | Krasnodar       | 17 november 2004 | WK 2006 kwalificatie | Rusland – Estland | 4 – 0   |
| 3 | Tallinn         | 30 maart 2005    | WK 2006 kwalificatie | Estland – Rusland | 1 – 1   |
| 4 | Sint-Petersburg | 11 oktober 2006  | EK 2008 kwalificatie | Rusland – Estland | 2 – 0   |
| 5 | Tallinn         | 24 maart 2007    | EK 2008 kwalificatie | Estland – Rusland | 0 – 2   |

## Samenvatting
| Competitie        | Totaal gespeeld | Winst Estland | Gelijk | Winst Rusland | Doelsaldo Estland – Rusland |
| ----------------- | --------------- | ------------- | ------ | ------------- | --------------------------- |
| WK-kwalificatie   | 2               | 0             | 1      | 1             | 1 − 5                       |
| EK-kwalificatie   | 2               | 0             | 0      | 2             | 0 − 4                       |
| Vriendschappelijk | 1               | 1             | 0      | 0             | 2 − 1                       |
| Totaal            | 5               | 1             | 1      | 3             | 3 − 10                      |

Wedstrijden bepaald door strafschoppen worden, in lijn met de FIFA, als een gelijkspel gerekend.

## Details

### Eerste ontmoeting
| Vriendschappelijk (Tallinn, Estland, 27 maart 2002): |              | |
| Estland | 2 – 1        | Rusland |
| Andres Oper 10' Andres Oper 85' | goals        | 18' Vladimir Bestsjastnych |
| Arno Pijpers | bondscoach   | Oleg Romantsev |
| Martin Kaalma Teet Allas Andrei Stepanov Raio Piiroja Erkko Saviauk Marko Kristal 85' Martin Reim Andres Oper Kert Haavistu 80' Indrek Zelinski 67' Sergei Terehhov 78' | opstellingen | 78' Ruslan Nigmatullin Dmitri Sennikov 46' Alexei Smertin 46' Viktor Onopko 46' Joeri Kovtoen Marat Izmailov 46' Aleksandr Mostovoj Jegor Titov Dmitry Sychev 46' Valeri Karpin 46' Vladimir Bestsjastnych |
| Kristen Viikmäe 67' Urmas Rooba 78' Aleksander Saharov 80' Liivo Leetma 85'                                                                                             | wissels      | 46' Viacheslav Daev 46' Joeri Nikiforov 46' Igor Chugainov 46' Dmitri Chochlov 46' 72' Aton Bobyor 46' Aleksandr Kerzjakov 72' Andrei Kariaka 78' Alexander Filimonov                                      |
| Erko Saviauk 28' | gele kaarten | |
| - Debuut van Dmitri Sennikov, Dmitri Sytsjov, Anton Bobyor en Aleksandr Kerzjakov voor Rusland.                                                                         |              | |

### Tweede ontmoeting
| WK 2006 kwalificatie (Krasnodar, Rusland, 17 november 2004):                     |       |         |
| Rusland                                                                          | 4 – 0 | Estland |
| Andrei Karyaka 23' Marat Izmailov 25' Dmitry Sychev 32' Dmitry Loskov 67' (pen.) | goals |         |

### Derde ontmoeting
| WK 2006 kwalificatie (Tallinn, Estland, 30 maart 2005): |       |                     |
| Estland                                                 | 1 – 1 | Rusland             |
| Sergei Terehhov 64'                                     | goals | 18' Andrej Arsjavin |

### Vierde ontmoeting
| EK 2008 kwalificatie (Sint-Petersburg, Rusland, 11 oktober 2006): |       |         |
| Rusland                                                           | 2 – 0 | Estland |
| Pavel Pogrebnjak 78' Dmitry Sychev 90'                            | goals |         |

### Vijfde ontmoeting
| EK 2008 kwalificatie (Tallinn, Estland, 24 maart 2007): |       |                                              |
| Estland                                                 | 0 – 2 | Rusland                                      |
|                                                         | goals | 66' Vladimir Bystrov 78' Aleksandr Kerzjakov |

EJL · A-internationals · Bondscoaches · Statistieken · Estisch vrouwenelftal · Olympisch elftal · Estland U21 · Estland U20 · Estland U19 · Estland U18 · Estland U17 · Estland U16
1920 – 1929 ·
1930 – 1939 ·
1940 – 1949 ·
1950 – 1990 · 
1990 – 1999 ·
2000 – 2009 ·
2010 – 2019 ·
2020 − 2029
OS 1924
1920 ·
1921 ·
1922 ·
1923 ·
1924 ·
1925 ·
1926 ·
1927 ·
1928 ·
1929 · 
1930 · 
1931 · 
1932 · 
1933 · 
1934 · 
1935 · 
1936 · 
1937 · 
1938 · 
1939 · 
1940 · 
1941 · 
1942 · 
1943 · 1944 · 
1945 · 
1946 · 
1947 · 
1948 · 
1949 · 
1950 – 1990 · 
1991 · 
1992 · 
1993 · 
1994 · 
1995 · 
1996 · 
1997 · 
1998 · 
1999 · 
2000 · 
2001 · 
2002 · 
2003 · 
2004 · 
2005 · 
2006 · 
2007 · 
2008 · 
2009 · 
2010 · 
2011 · 
2012 · 
2013 · 
2014 · 
2015 · 
2016 ·
2017 ·
2018 ·
2019 ·
2020
Albanië ·
Andorra ·
Angola ·
Antigua en Barbuda ·
Argentinië ·
Armenië ·
Azerbeidzjan ·
België ·
Bosnië-Herzegovina ·
Brazilië ·
Bulgarije ·
Canada ·
Chili ·
China ·
Cyprus ·
Denemarken ·
Duitsland ·
Ecuador ·
Egypte ·
El Salvador ·
Engeland ·
Equatoriaal-Guinea ·
Faeröer ·
Fiji ·
Filipijnen ·
Finland ·
Frankrijk ·
Georgië · 
Gibraltar ·
Griekenland ·
Hongarije ·
Hongkong ·
Ierland ·
IJsland ·
Indonesië ·
Irak ·
Israël ·
Italië ·
Jordanië ·
Kazachstan ·
Kirgizië ·
Kroatië ·
Letland ·
Libanon ·
Liechtenstein ·
Litouwen ·
Luxemburg ·
Malta ·
Marokko ·
Mexico ·
Moldavië ·
Montenegro ·
Nederland ·
Nieuw-Caledonië ·
Nieuw-Zeeland ·
Noord-Ierland ·
Noord-Macedonië ·
Noorwegen ·
Oekraïne ·
Oezbekistan ·
Oman ·
Oostenrijk ·
Polen ·
Portugal ·
Qatar ·
Roemenië ·
Rusland ·
Saint Kitts en Nevis ·
San Marino ·
Saoedi-Arabië ·
Schotland ·
Servië ·
Slovenië ·
Slowakije · 
Spanje ·
Tadzjikistan ·
Thailand ·
Trinidad en Tobago ·
Tsjechië ·
Turkije ·
Turkmenistan ·
Uruguay ·
Vanuatu ·
Venezuela ·
Verenigde Arabische Emiraten ·
Verenigde Staten ·
Vietnam ·
Wales ·
Wit-Rusland ·
Zweden ·
Zwitserland
RFS · A-internationals · Bondscoaches · Selecties · Statistieken · Russisch vrouwenelftal · Rusland U21 · Rusland U20 · Rusland U19 · Rusland U18 · Rusland U17 · Rusland U16
1912 – 1914 · 
1992 – 1999 · 
2000 – 2009 · 
2010 – 2019 ·
2020 − 2029
EK 1992** · 
EK 1996 · 
EK 2004 · 
EK 2008 · 
EK 2012 · 
EK 2016 · 
EK 2020
WK 1994 · 
WK 1998 · 
WK 2002 · 
WK 2006 · 
WK 2010 · 
WK 2014 · 
WK 2018
OS 1912
1912 · 
1913 · 
1914 · 
1915–1991 · 
1992 · 
1993 · 
1994 · 
1995 · 
1996 · 
1997 · 
1998 · 
1999 · 
2000 · 
2001 · 
2002 · 
2003 · 
2004 · 
2005 · 
2006 · 
2007 · 
2008 · 
2009 · 
2010 · 
2011 · 
2012 · 
2013 · 
2014 · 
2015 · 
2016 · 
2017 · 
2018 ·
2019 ·
2020 ·
2021 ·
2022 ·
2023 ·
2024 ·
2025
Albanië ·
Algerije ·
Andorra · 
Argentinië ·
Armenië · 
Azerbeidzjan · 
België ·
Bolivia · 
Brazilië ·
Brunei ·
Bulgarije · 
Chili ·
Costa Rica ·
Cuba ·
Cyprus · 
Denemarken · 
Duitsland · 
Egypte ·
Engeland ·
El Salvador ·
Estland · 
Faeröer · 
 Finland · 
Frankrijk · 
Georgië · 
Ghana ·
Grenada ·
Griekenland · 
Hongarije ·
Ierland ·
IJsland ·
Irak ·
Iran ·
Israël · 
Italië ·
Ivoorkust ·
Japan ·
Joegoslavië ·
Kameroen ·
Kazachstan ·
Kenia ·
Kirgizië ·
Kroatië · 
Letland · 
Liechtenstein · 
Litouwen · 
Luxemburg ·  
Malta ·
Marokko · 
Mexico · 
Moldavië · 
Montenegro · 
Nederland · 
Nieuw-Zeeland ·
Noord-Ierland · 
Noord-Macedonië ·
Noorwegen · 
Oekraïne · 
Oezbekistan ·
Oostenrijk · 
Polen ·
Portugal ·
Qatar · 
Roemenië · 
San Marino · 
Saoedi-Arabië · 
Schotland · 
Servië · 
Slovenië · 
Slowakije · 
Spanje · 
Syrië ·
Tadzjikistan ·
Tsjechië · 
Tunesië ·
Turkije ·
Uruguay · 
Verenigde Arabische Emiraten · 
Verenigde Staten ·
Vietnam  ·
Wales · 
Wit-Rusland ·
Zuid-Korea · 
Zweden · 
Zwitserland
Algerije (2014) · 
België (2014) · 
België (2021) · 
Denemarken (2021) ·
Egypte (2018) ·
Engeland (2016) ·
Finland (2021) ·
Griekenland (2008) ·
Griekenland (2012) ·
Kroatië (2018) ·
Nederland (2008) ·
Polen (2012) ·
Saoedi-Arabië (2018) ·
Slowakije (2016) ·
Spanje (2008, groepsfase) ·
Spanje (2008, halve finale) ·
Spanje (2018) ·
Tsjechië (2012) ·
Uruguay (2018) ·
Wales (2016) ·
Zuid-Korea (2014) ·
Zweden (2008)
** = Onder de naam Gemenebest van Onafhankelijke Staten